# Fancy Nancy
 (octobre 2021).
Si vous disposez d'ouvrages ou d'articles de référence ou si vous connaissez des sites web de qualité traitant du thème abordé ici, merci de compléter l'article en donnant les références utiles à sa vérifiabilité et en les liant à la section « Notes et références ».
 (octobre 2021).
La mise en forme du texte ne suit pas les recommandations de Wikipédia : il faut le « wikifier ».
Les points d'amélioration suivants sont les cas les plus fréquents. Le détail des points à revoir est peut-être précisé sur la page de discussion.
- Les titres sont pré-formatés par le logiciel. Ils ne sont ni en capitales, ni en gras.
- Le texte ne doit pas être écrit en capitales (les noms de famille non plus), ni en gras, ni en italique, ni en « petit »…
- Le gras n'est utilisé que pour surligner le titre de l'article dans l'introduction, une seule fois.
- L'italique est rarement utilisé : mots en langue étrangère, titres d'œuvres, noms de bateaux, etc.
- Les citations ne sont pas en italique mais en corps de texte normal. Elles sont entourées par des guillemets français : « et ».
- Les listes à puces sont à éviter, des paragraphes rédigés étant largement préférés. Les tableaux sont à réserver à la présentation de données structurées (résultats, etc.).
- Les appels de note de bas de page (petits chiffres en exposant, introduits par l'outil «  Source ») sont à placer entre la fin de phrase et le point final[comme ça].
- Les liens internes (vers d'autres articles de Wikipédia) sont à choisir avec parcimonie. Créez des liens vers des articles approfondissant le sujet. Les termes génériques sans rapport avec le sujet sont à éviter, ainsi que les répétitions de liens vers un même terme.
- Les liens externes sont à placer uniquement dans une section « Liens externes », à la fin de l'article. Ces liens sont à choisir avec parcimonie suivant les règles définies. Si un lien sert de source à l'article, son insertion dans le texte est à faire par les notes de bas de page.
- La présentation des références doit suivre les conventions bibliographiques. Il est recommandé d'utiliser les modèles {{Ouvrage}}, {{Chapitre}}, {{Article}}, {{Lien web}} et/ou {{Bibliographie}}. Le mode d'édition visuel peut mettre en forme automatiquement les références.
- Insérer une infobox (cadre d'informations à droite) n'est pas obligatoire pour parachever la mise en page.

Pour une aide détaillée, merci de consulter Aide:Wikification.
Si vous pensez que ces points ont été résolus, vous pouvez retirer ce bandeau et améliorer la mise en forme d'un autre article.
Fancy Nancy (intitulée Fancy Nancy Clancy  à l'international) est une série télévisée d'animation 3D pour enfants produite par Disney Television Animation pour Disney Junior.
La série est tirée des livres du même nom de Jane O'Connor et illustrés par Robin Preiss Glasser. On y suit une journée dans la vie de Nancy, une petite fille qui aime tout ce qui est chic et français. La série a été créée par Jamie Mitchell et Krista Tucker. La série se déroule à Plainfield (Ohio), où vivent Nancy, sa famille et ses amis.
La série est diffusée pour la première fois le 13 juillet 2018 aux États-Unis et le 7 janvier 2019 en France. Disney l'a renouvelée pour une deuxième saison avant la première diffusion. Cette seconde saison a été diffusée le 4 octobre 2019 aux États-Unis.
Le 18 septembre 2019, une troisième saison a été demandée; sa production s'est terminée en juin 2020. La troisième saison commencera sa diffusion le 12 novembre 2021 aux États-Unis[réf. nécessaire].

## Synopsis
Nancy Clancy, six ans, aime les accessoires fantaisistes français qui égaient ses tenues. Elle se sert de sa créativité pour amener un peu de fantaisie à sa famille et à ses amis.

## Distribution

### Voix françaises
- Nancy : Levanah Solomon
- Maman : Anne-Charlotte Piau
- Papa : Damien Ferrette
- Jojo : Juliette Davis
- Bree : Bianca Tomassian
- Version française :
  - Société de doublage : Dubbing Brothers
  - Direction artistique : Patricia Legrand, Claude Lombard
  - Adaptation des dialogues : Rachel Campard, Claude Lombard

## Épisodes
| Saison | Saison | Épisodes | États-Unis      | États-Unis  | France          | France           |
| Saison | Saison | Épisodes | Début           | Fin         | Début           | Fin              |
| ------ | ------ | -------- | --------------- | ----------- | --------------- | ---------------- |
|        | 1      | 25       | 13 juillet 2018 | 9 août 2019 | 7 janvier 2019  | 22 novembre 2019 |
|        | 2      | 25       | 4 octobre 2019  | 9 mai 2021  | 26 octobre 2020 |                  |

## Saison 1 (2018-2019)
| N° | #  | Titre français                                                       | Titre original                                                      | Date de diffusion originale | Code de Production |
| -- | -- | -------------------------------------------------------------------- | ------------------------------------------------------------------- | --------------------------- | ------------------ |
| 1  | 1  | La cabane de Nancy / Les cours d'élégance                            | Chez Nancy / School de Fancy                                        | 13 juillet 2018             | 101                |
| 2  | 2  | Un gouter mouvementé / Adoptons un papillon                          | Tea Party Trouble / Bonjour Butterfly                               | 13 juillet 2018             | 102                |
| 3  | 3  | Une journée au spa Ouh là là / La nouvelle assistante de papa        | Nancy’s Ooh La La Spa / Nancy Goes to Work                          | 20 juillet 2018             | 103                |
| 4  | 4  | JoJo a un nouvel ami / Une journée mémorable                         | Nancy Versus Dudley / Nancy Makes Her Mark                          | 27 juillet 2018             | 104                |
| 5  | 5  | Une nuit chez Madame Divine / Malentendu autour d'une fondue         | Nancy's Devine Sleepover / Nancy's Sacre Bleu Fondue                | 3 août 2018                 | 105                |
| 6  | 6  | Le désastre du concours canin / L'Affaire de la poupée disparue      | Nancy's Dog Show Disaster / The Case of the Disappearing Doll       | 10 août 2018                | 106                |
| 7  | 7  | La danse de l'amitié / Les nouvelles chaussures                      | La Danse of Friendship / Shoe La La!                                | 17 août 2018                | 107                |
| 8  | 8  | Camping distingué ! / La Coiffeuse de Grand- mère                    | Camp Fancy / Nancy's Vanity D'Art                                   | 14 septembre 2018           | 108                |
| 9  | 9  | Adieu, Madame Meuh / Nancy Clancy, productrice de génie !            | Toodle-oo, Miss Moo / Nancy Clancy, Starmaker                       | 21 septembre 2018           | 109                |
| 10 | 10 | Le Café Parfait / Mademoiselle Maman                                 | Le Café Parfait / Mademoiselle Mom                                  | 28 septembre 2018           | 110                |
| 11 | 11 | Un déguisement de trop / La grande frayeur de Hallowen               | Nancy's Costume Clash / Nancy's Ghostly Halloween                   | 5 octobre 2018              | 111                |
| 12 | 12 | Le Test de maturité / Deux reines pour le prix d'une                 | Grow Up, Jo Jo! / Nancy's Supréme Night Out"                        | 19 octobre 2018             | 112                |
| 13 | 13 | Championne de patinage / la peinture, c'est dur!                     | Ice Skater Extraordinaire / Nancy L'Artiste                         | 2 novembre 2018             | 113                |
| 14 | 14 | La grève des câlins / De vrais petites sirènes                       | Vive La Révolution! / Million Dollar Minnow                         | 16 novembre 2018            | 114                |
| 15 | 15 | Au Revoir, Jean-Claude / Nancy joue les espionnes                    | Au Revoir, Jean-Claude /Je Spy with My Little Eye                   | 30 novembre 2018            | 115                |
| 16 | 16 | Comment faire partie de la liste des enfants gentils ?               | Nancy and the Nice List                                             | 14 décembre 2018            | 116                |
| 17 | 17 | Nancy cherche la petite bête/ Nancy lit dans les pensées des animaux | What’s Bugging Nancy? / Nancy Clancy, Pet Psychic!                  | 11 janvier 2019             | 117                |
| 18 | 18 | Nancy, La Poéte / Une nouvelle meilleure amie                        | Nancy, La Poéte / Mon Amie... Grace?                                | 1 février 2019              | 118                |
| 19 | 19 | Les aventures incroyables de Mamie et Papie / Le concors de danse    | The Amazing Adventures of Grammy and Poppy / Un, Deux, Cha Cha Cha! | 22 février 2019             | 119                |
| 20 | 20 | La malade imaginaire / La super marelle                              | The Imaginary Invalide / Nancy Hops to It!                          | 8 mars 2019                 | 120                |
| 21 | 21 | Le faux pas de Nancy / Héroine mais toute seule                      | Nancy's Friendship Faux Pas / Nancy's Parcel Purrrsuit              | 5 avril 2019                | 121                |
| 22 | 22 | Le concours de chapeau / Mission: Lapin de Pâques                    | Easter Bonnet Bug-A-Boo / The Great Easter Bunny Stakeout           | 12 avril 2019               | 122                |
| 23 | 23 | Histoire du Jour / Le parfait poney de Nancy                         | In the Know With Nancy / Nancy's Parfait Pony                       | 7 juin 2019                 | 123                |
| 24 | 24 | Nancy et la babysitter / Marché conclu                               | Nancy's BFF Babysitter / Let's Break a Deal!                        | 19 juillet 2019             | 124                |
| 25 | 25 | Le musée de Nancy/ Super Nancy                                       | Arts and Crafty / Super Nancy                                       | 9 août 2019                 | 125                |

## Saison 2 (2019 - 2021)
| N° | #  | Titre français                                                             | Titre originale                                            | Date de diffusion originale | Code de production |
| -- | -- | -------------------------------------------------------------------------- | ---------------------------------------------------------- | --------------------------- | ------------------ |
| 26 | 1  | Le retour de Dudley / Une nouvelle Maison pour Nancy                       | The Return of Dudley / Nancy Quits the Clancy’s            | 4 octobre 2019              | 203                |
| 27 | 2  | Un anniversaire distingué / A la recherche d'un arc-en-ciel                | Nancy's Parfait Birthday! / Nancy Finds a Rainbow          | 10 janvier 2020             | 206                |
| 28 | 3  | Au revoir Paris / Le jardin secret de maman                                | Paris, Adieu! / Nancy's Fancy Heirloom                     | 24 janvier 2020             | 201                |
| 29 | 4  | Joyeuse Saint‑Valentin, Jojo ! / Le côté sensible de Lionel                | Roses are Red, JoJo is Blue /Love, Lionel                  | 14 février 2020             | TBA                |
| 30 | 5  | Nancy et le ballet de la sirène / La Chirurgienne des jouets               | Nancy and the Mermaid Ballet / Operation: Fix Marabelle!   | 28 février 2020             | 202                |
| 31 | 6  | Bon voyage, Nancy! / Le nouvel ami de Nancy                                | Bon Voyage, Nancy! / Nancy's New Friend                    | 2 avril 2020                | 214                |
| 32 | 7  | Balzac, Mon Amour / Le meilleur Grand-père                                 | Frenchy, Mon Amour / Nancy's Favorite Grandpa              | 26 avril 2020               | 212                |
| 33 | 8  | Nancy mène l'enquête / Le Duo dynamique                                    | Nancy Takes The Case / The Dynamic Deux                    | 7 juin 2020                 | 204                |
| 34 | 9  | Un secret mal gardé / Nancy affronte l'orage                               | The Whisper Heard Round The World / Nancy Braves the Storm | 14 juin 2020                | 215                |
| 35 | 10 | A la pêche avec grand-père / La robe de printemps                          | Nancy Rocks the Boat / Spring Dress Mess                   | 5 juillet 2020              | 221                |
| 36 | 11 | Le stupéfiant Jonathan / Nancy crée son entreprise                         | The Astonishing Jonathan / Nancy Starts A Business         | 16 août 2020                | 205                |
| 37 | 12 | Redonnons le sourie à Madame Divine / Une fin à la française               | Trois Cheers for Mrs. Devine / Escar-No!                   | 6 septembre 2020            | 208                |
| 38 | 13 | Un thé pour trois / Nancy et Bree partent en vacances                      | Tea for Three / Nancy and Bree Take a Vacation             | 20 septembre 2020           | 210                |
| 39 | 14 | Les règles de la maison de Bree / Non, c'est non                           | Bree's House Rules / A Thousand Times Non!                 | 4 octobre 2020              | TBA                |
| 40 | 15 | Le garçon d'à côté / La dent de lait de Nancy                              | Le Boy Next Door / Nancy's Looth Tooth                     | 8 novembre 2020             | TBA                |
| 41 | 16 | Votre attention, s'il vous plaît ! / Jojo la copieuse                      | Attention, S'il Vous Plaît! / Copy Cat JoJo                | 15 novembre 2020            | TBA                |
| 42 | 17 | Chef ou pas chef ? / Petite Miss Laitue                                    | Who's the Boss? / Little Miss Lettuce                      | 22 novembre 2020            | TBA                |
| 43 | 18 | Super-héroïnes contre Super-vilains / Sally Mimi Clancy                    | Battle for the Cul-de-Sac / Sally Merry Clancy             | 6 décembre 2020             | TBA                |
| 44 | 19 | La réveillon du Nouvel An / Un beau cadeau pour Grand-Père                 | New Year's Nancy / Nancy's Gift to Grandpa                 | 27 décembre 2020            | 207                |
| 45 | 20 | Au revoir Dolly / Nancy joue au football                                   | Goodbye, Dolly! / Nancy's Soccer Encore                    | 3 janvier 2021              | TBA                |
| 46 | 21 | Nancy et Bree promènent les chiens / Jojo et Lili la licorne               | Leaders of Le Pack / JoJo and the Unicorn                  | 17 janvier 2021             | TBA                |
| 47 | 22 | Soirée pyjama, rien ne va ! / L'incident du grillon                        | Pajama Drama / Chirp Trouble                               | 14 février 2021             | TBA                |
| 48 | 23 | La compilation des plus belles musiques classiques / Les conseils de Nancy | Classical Nancy / Nancy's Twin Advice                      | 14 mars 2021                | TBA                |
| 49 | 24 | Le super sprint / Drôle de mission pour JoJo                               | Nancy Runs Her Own Race / JoJo Does the Dirty Work         | 28 mars 2021                | TBA                |
| 50 | 25 | La transformation de maman / La liste des choses à faire                   | The Momover / Nancy's To-Do List                           | 9 mai 2021                  | TBA                |